# Gouvernement Ben Bella I
République algérienne
Gouvernement provisoire de la République algérienne Ben Bella II
Le premier gouvernement Ahmed Ben Bella est le premier gouvernement de l'Algérie après l'indépendance de l'Algérie. Proposé par le chef du gouvernement, président du Conseil Ahmed Ben Bella.

## Composition
| Fonction                                                                              | Titulaire | Titulaire                                                                 | Parti |
| ------------------------------------------------------------------------------------- | --------- | ------------------------------------------------------------------------- | ----- |
| Chef du gouvernement, président du Conseil                                            |           | Ahmed Ben Bella                                                           | FLN   |
| Vice-président du Conseil                                                             |           | Rabah Bitat démission en novembre 1963                                    | FLN   |
| Vice-président du Conseil, ministre de la Défense nationale                           |           | Houari Boumédiène                                                         | FLN   |
| Ministre de la Justice, Garde des Sceaux                                              |           | Amar Bentoumi                                                             | FLN   |
| Ministre de l’Intérieur                                                               |           | Ahmed Medeghri                                                            | FLN   |
| Ministre des Affaires étrangères                                                      |           | Mohamed Khemisti (assassiné le 5 mai 1963)                                | FLN   |
| Ministre des Finances                                                                 |           | Ahmed Francis démis le 4 septembre 1963                                   | FLN   |
| Ministre de l’Agriculture et de la Réforme Agraire                                    |           | Amar Ouzegane                                                             | FLN   |
| Ministre du Commerce                                                                  |           | Mohamed Khobzi démis le 4 septembre 1963                                  | FLN   |
| Ministre de l’Industrialisation et de l’Énergie                                       |           | Laroussi Khalifa démis le 4 septembre 1963                                | FLN   |
| Ministre de la Reconstruction, des Travaux Publics et des Transports                  |           | Ahmed Boumendjel                                                          | FLN   |
| Ministre du Travail et des Affaires Sociales                                          |           | Bachir Boumaza                                                            | FLN   |
| Ministre de l’Économie nationale                                                      |           | Bachir Boumaza nommé ministre de l’économie nationale le 4 septembre 1963 | FLN   |
| Ministre de l’Éducation Nationale                                                     |           | Abderrahmane Benhamida                                                    | FLN   |
| Ministre de la Santé Publique et de la Population                                     |           | Mohamed Seghir Nekkache                                                   | FLN   |
| Ministre des Postes et Télécommunications                                             |           | Moussa Hassani démissionne le 25 avril 1963                               | FLN   |
| Ministre des Anciens Moudjahidines et des Victimes de Guerre                          |           | Saïd Mohammedi                                                            | FLN   |
| Ministre de la Jeunesse et des Sports et Tourisme                                     |           | Abdelaziz Bouteflika                                                      | FLN   |
| Ministre des Habous                                                                   |           | Ahmed Taoufik El Madani                                                   | FLN   |
| Ministre de l’Information                                                             |           | Mohamed Hadj Hamou démissionne le 18 avril 1963                           | FLN   |
| Ministre de l’Information (remplaçant)                                                |           | Mouloud Belaouane                                                         | FLN   |
| Sous-secrétaire d'État à l'Orientation nationale, chargé de la Jeunesse et des Sports |           | Sadek Batel nommé le 23 septembre 1963                                    | FLN   |
| Secrétaire général du gouvernement                                                    |           | Mohamed Bedjaoui                                                          | FLN   |

## Remaniement du 4 septembre 1963

### Nouveau Ministre des Affaires Étrangères
Le 4 septembre 1963 : nomination d'un nouveau ministre des affaires étrangères en lieu et place du chef du gouvernement qui assurait l'intérim depuis l'assassinat de Mohamed Khemisti.
- Ministre des Affaires Étrangères : Abdelaziz Bouteflika[2]

### Création du Ministère de l'économie
Le 4 septembre 1963 : Suppression des ministères des finances, du commerce et de l'industrialisation et de l'énergie qui sont remplacés par un ministère de l'économie.
- Ministre de l'Économie Nationale : Bachir Boumaza[2]